# Andżelika Piechowiak
Andżelika Piechowiak (ur. 16 września 1980 w Świnoujściu) – polska aktorka teatralna i filmowa.

## Życiorys
Jest absolwentką Akademii Teatralnej im. Aleksandra Zelwerowicza w Warszawie (2003). Rozpoznawalność zyskała dzięki roli Hanny Muszyńskiej, kuzynka Krysi Drewnowskiej w serialu Lokatorzy (2004–2005). Jest współzałożycielką agencji produkcyjnej „Palma”.
Jej felietony ukazują się na łamach czasopisma „Kocie sprawy”.

## Życie prywatne
W latach 2005–2011 związana była z aktorem Michałem Lesieniem. We wrześniu 2016 wyszła za dziennikarza i fotografa Rafała Olejniczaka, z którym ma córkę (ur. 2018) i z którym rozwiodła się w styczniu 2025.

## Teatr
- 2002: Biesy – Fiodor Dostojewski; reż. Jarosław Gajewski; Akademia Teatralna
- 2003: Wiśniowy sad – Antoni Czechow; reż. Agnieszka Glińska; Akademia Teatralna
- 2004: Biznes – John Chapman, Jeremy Lloyd; reż. Jerzy Bończak; Teatr Komedia
- 2008:  Mężczyźni na skraju załamania nerwowego – Anna Burzyńska; reż. Piotr Łazarkiewicz; Teatr Bajka
- 2009: Jeśli chcesz kobiety, to ją porwij – Anna Burzyńska; reż. Grzegorz Chrapkiewicz; Teatr Bajka
- 2012: Jak się kochają w niższych sferach – Alan Ayckbourn; reż. Grzegorz Chrapkiewicz; Teatr Kamienica[5]

## Filmografia
- 2003: M jak miłość – Patrycja, kelnerka na siłowni (odc. 122)
- 2004: Osiemnaście – Iwona
- 2004–2006: Pensjonat pod Różą – Marta, matka Kingi
- 2004: Talki z resztą – pracownik agencji reklamowej Kazika
- 2004–2005: Lokatorzy – Hania Muszyńska, kuzynka Krysi
- 2008–2015: M jak miłość – Mirka Kwiatkowska
- 2008: Jeszcze raz – koleżanka Kasi
- 2011: Och, Karol 2 – narzeczona Eustachego
- 2015–2016: Dziewczyny ze Lwowa – była sympatia mecenasa

### Gościnnie
- 1997: Złotopolscy
- 2000: Plebania – Ania
- 2003: Kasia i Tomek – Ona/pielęgniarka
- 2002–2006: Samo życie – Ada, prostytutka, z którą umówił się Łukasz Dunin
- 2003: Psie serce – kobieta w parku
- 2003: M jak miłość – Patrycja, dziewczyna poznana przez Jaroszego w fitness-clubie (odc. 121)
- 2003: Glina – Monika Garstka (odc. 1)
- 2004: Kryminalni – Roksana, tancerka (odc. 3)
- 2005: Czego się boją faceci, czyli seks w mniejszym mieście
- 2005: Magda M. – Ewa Rowińska
- 2005: Klinika samotnych serc
- 2006: Kopciuszek – Kamila
- 2007: Daleko od noszy – salowa i podstawiona kuzynka ordynatora
- 2007: Rodzina zastępcza – Joanna (Katarzyna), aktorka starająca się o rolę u Jędruli
- 2008, 2014: Na dobre i na złe – dwie role: Eryka, koleżanka Ady (odc. 337), modelka Magda (odc. 551)
- 2008: Egzamin z życia – Selena
- 2009: 39 i pół – Małgosia
- 2013, 2015: Ojciec Mateusz – Inka Hanisz (odc. 131), Milena (odc. 179)
- 2016: O mnie się nie martw – korepetytorka Lidia Paluch (odc. 61)
- 2018: W rytmie serca – Karolina Kubiak (odc. 20)

### Dubbing
- 2011: Muppety – Janice
- 2011: Giganci ze stali – Farra Lemkova